# 暮露暮露團
暮露暮露團（日语：／）是日本傳說中的付喪神，出自江戶時代的画家鳥山石燕的「百器徒然袋」。

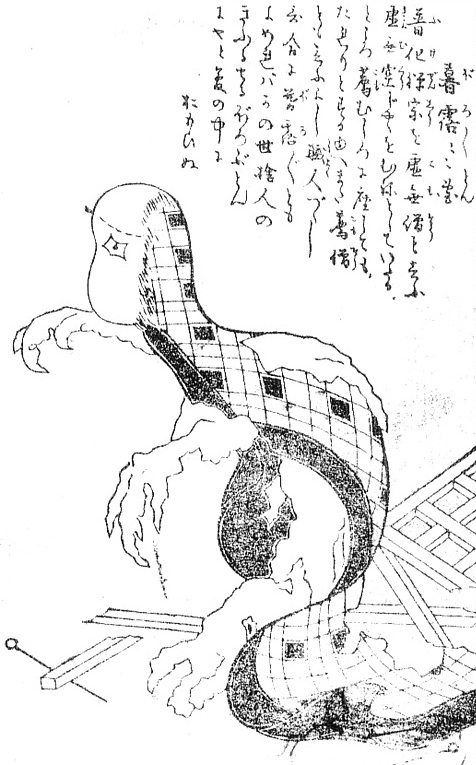
鳥山石燕「百器徒然袋」的「暮露暮露團」

## 概要
暮露暮露團為破爛被拋棄的布團，會在晚上升到空中，將主人弄下床，然後纏住主人頭和頸，直到其死亡。

## 文艺相关
遊戲阴阳师中有一御魂中文名為被服，日文為暮露暮露團。